# 勝浦郵便局 (徳島県)
勝浦郵便局（かつうらゆうびんきょく）は、徳島県勝浦郡勝浦町にある郵便局。民営化前の分類では集配特定郵便局であった。

## 概要
住所：〒771-4399 徳島県勝浦郡勝浦町棚野鍛治地10-1

## 沿革
- 1955年（昭和30年）3月1日 - 市町村合併に伴い、勝浦町内の郵便局となる。
- 2007年（平成19年）10月1日 - 民営化に伴い、併設された郵便事業徳島支店勝浦集配センターに一部業務を移管。
- 2012年（平成24年）10月1日 - 日本郵便株式会社発足に伴い、郵便事業徳島支店勝浦集配センターを勝浦郵便局に統合。
- 2019年（平成31年）2月11日 - 上勝郵便局から「771-45xx」（勝浦郡上勝町）の集配業務を移管。

## 取扱内容
- 郵便、印紙、ゆうパック、内容証明
- 貯金、為替、振替、振込、国債
- 生命保険、バイク自賠責保険
- 郵便局のみまもりサービス
- ゆうちょ銀行ATM
- 「771-43xx」（勝浦町）、「771-45xx」（上勝町）の集配業務

## 風景印
- 図柄は鶴林寺と宮田辰次郎翁記念碑と阿波蜜柑。局名表記は「徳島・勝浦」
- 使用開始日は1959年（昭和34年）8月15日

## 周辺
- 勝浦町役場
- 勝浦町立勝浦中学校
- 国民健康保険勝浦病院
- 社会福祉法人勝寿会
- 徳島大正銀行勝浦支店
- 円城寺
- 勝浦川

## アクセス
- JR高徳線牟岐線 徳島駅下車。バス分。
- 徳島バス 勝浦病院前停留所下車。徒歩分。
- 徳島県道16号徳島上那賀線
- 駐車場:8台